# إهريت الغربية
قرية إهريت الغربية هي إحدى القرى التابعة لمركز إطسا في محافظة الفيوم في جمهورية مصر العربية. حسب إحصاءات سنة 2006، بلغ إجمالي السكان في إهريت الغربية 5645 نسمة، منهم 3081 رجل و2564 امرأة.